# Messier 66
Messier 66 (hay NGC 3627) là thiên hà xoắn ốc trung gian (intermediate spiral galaxy) cách Trái Đất 36 triệu năm ánh sáng trong chòm sao Sư Tử. Charles Messier phát hiện ra nó vào năm 1780.  M66 có đường kính khoảng 95.000 năm ánh sáng với những làn bụi nổi bật và các cụm sao sáng dọc theo những nhánh xoắn ốc.   
M66 là một thành viên của nhóm 3 thiên hà nổi tiếng, Leo Triplet, một nhóm thiên hà nhỏ cũng gồm M65 và NGC 3628.

## Lịch sử
|  |  |

Tương tác hấp dẫn từ quá khứ với thiên hà lân cận NGC 3628 tạo ra:
- Vùng trung tâm tập trung khối lượng cực lớn;
- Tỉ số khối lượng phân tử trên khối lượng nguyên tử lớn;
- Một đám vật chất của vùng H I hiện lên mạnh mẽ cho thấy chúng đang bị đẩy ra ngoài từ các nhánh xoắn ốc.

Ba kết quả này chỉ ra rõ ràng nhánh xoắn ốc nổi bật và bất thường cùng với cấu trúc làn bụi là đặc điểm điển hình trong Atlas các thiên hà dị thường.